# たぬきと精神病患者
『たぬきと精神病患者』（たぬきとせいしんびょうかんじゃ）は、1931年に日本で公開されたサイレント映画。河合映画製作社製作。

## スタッフ
- 監督：田中重雄
- 撮影：永貞二郎

## キャスト
- 星ひかる
- 稲葉楠雄
- 若島喜代子
- 山川京子
- 大岡怪童